# Raniero Mengarelli
Raniero Mengarelli (né en 1865 à Lugnano in Teverina dans la province de Terni et mort en 1944) est un archéologue italien et un étruscologue.

## Biographie
Raniero Mengarelli a suivi une formation d'ingénieur et de géomètre. Il a été un des principaux archéologues italiens de la fin du XIXe et début du XXe siècle.
Il a mené ou participé à de nombreuses fouilles :
- Sentinum (Sassoferrato)
- Novilara (province de Pesaro)
- Castel Trosino (province d'Ascoli Piceno).
- Satricum (Conca) au Latium)
- Carsoli (province de l'Aquila)
- Véies
- Caere
- Vulci
- Agro Falisco (Falerii Veteres actuellement Civita Castellana)

Dans les années 1920, il a participé à la réorganisation du musée de Villa Giulia. 
En 1938 à la Direzione degli Scavi di Civitavecchia e Tolfa, il a collaboré avec Mario Moretti à la classifica di materiale e revisione inventari (« classification du matériel et révision des inventaires ») finalisés par la  pubblicazione degli scavi di Caere (« publication des fouilles de Caere »).